# Farrodes taino
Farrodes taino is een haft uit de familie Leptophlebiidae. De wetenschappelijke naam van de soort is voor het eerst geldig gepubliceerd in 1994 door Lugo-Ortiz & McCafferty.
De soort komt voor in het Neotropisch gebied.